# Hugo Kołłątaj
Hugo Kołłątaj (Dederkały Wielkie, Volínia (hoje Welyki Dederkaly, Ucrânia), 1 de abril de 1750 — Varsóvia, 28 de fevereiro de 1812) foi um padre católico polonês, ativista social e político, pensador político, historiador e filósofo.

## Vida
Após estudar na Academia de Cracóvia (mais tarde transformada em Universidade Jagiellon), ele se tornou um padre católico, e passou alguns anos em Viena e Itália, onde ele teve contato com a filosofia iluminista. Retornando para a Polônia, ele se tornou um membro ativo da Comissão de Educação Nacional e da Sociedade para Livros do Ensino Básico e reformou a Academia de Cracóvia da qual foi reitor em 1783 - 1786.
Kołłątaj era politicamente igualmente ativo. Ele se tornou famoso no movimento em favor das reformas na República das Duas Nações. Um líder do Partido Patriótico, ele expôs seu programa em "Várias Cartas Anônimas para Stanislaw Malachowski" (1788 - 1789) e em "A Lei Política da Nação Polonesa" (1790). Um organizador do movimento das pessoas das cidades, em 1789 ele editou um memorial das cidades. Ele foi o co-autor da Constituição polonesa de 3 de maio de 1791 e fundou a Assembleia dos Amigos da Constituição do Governo para auxiliar na implementação do documento. Em 1791 - 1792 ele serviu como Vice-Chanceler da Coroa (Podkanclerzy Koronny).
Tragicamente, durante a guerra polaco-russa, que começou devido à Constituição de 3 de maio (a Guerra em defesa da constituição), Kołłątaj, juntamente com outros conselheiros reais, convenceram o Rei Stanisław August, também um co-autor da Constituição, a aderir a Confederação Targowica que tinha sido formada para derrubá-la.
Em 1792, devido à vitória dos Confederados, Kołłątaj imigrou para Leipzig, Saxônia, onde ele foi o co-autor de um trabalho com Ignacy Potocki, "A Adoção e a Queda da Constituição Polonesa de 3 de Maio" (1793). No exílio, a sua visão política se radicalizou.
Em 1794 ele participou da Revolta de Kościuszko, e foi co-autor do seu Ato de Revolta (24 de março de 1794) e do Manifesto de Połaniec (7 de maio de 1794), chefiando o Departamento de Finanças do Supremo Conselho Nacional e apoiando na Revolta a ala esquerda dos jacobinos poloneses.
Após a supressão da Revolta, Kołłątaj ficou prioneiro dos austríacos até 1802. Em 1805, com Tadeusz Czacki, ele organizou o Liceu Krzemieniec em Volínia. Em 1807 - 1808 ele foi preso pelas autoridades russas. No Ducado de Varsóvia, impedido de exercer atividades públicas, ele buscou apresentar um plano para a reconstrução e desenvolvimento da Polônia ("Observações da atual situação daquela parte do território polonês que, com a Paz de Tilsit, passou a ser chamado de Ducado de Varsóvia", 1809).
Aproveitando a ideia fisiocrática de uma ordem físico-moral, em "A Ordem Físico-Moral" (1811) Kołłątaj criou um sistema sócio-ético enfatizando a natural interdependência entre os direitos e as obrigações das pessoas. Em "Uma Análise Crítica dos Princípios Históricos relativo às Origens da Humanidade", publicado postumamente em 1842, ele esboçou a primeira apresentação polonesa de conceitos de evolução social e de Geologia. Em "O Ensino Público na Polônia nos Últimos Anos do Reinado de Augusto III", publicado postumamente em 1841, ele foi pioneiro nos estudos sobre a história da educação e da cultura polonesas.
Está sepultado no Cemitério de Powązki em Varsóvia.